# 이즈모시역
이즈모시역(일본어: 出雲市駅)은 일본 시마네현 이즈모시에 위치한 철도역이다. 마쓰에역과 함께 시마네 현을 대표한다. 이 항목에서는 인접한 이치바타 전차 기타마쓰에 선의 덴테쓰이즈모시역(일본어: 電鉄出雲市) 역에 대해서도 기술한다.

## 이즈모시 역

### 타는 곳
| 1 | ■산인 본선 | （상행） | 마쓰에・요나고・돗토리 방면           | （단물 첫차 포함）   |
| 1 | ■산인 본선 | （하행） | 오다시・하마다 방면                   | （단물 첫차의 일부） |
| 2 | ■산인 본선 | （상행） | 마쓰에・요나고・돗토리・오카야마 방면 |                      |
| 3 | ■산인 본선 | （하행） | 오다시・하마다 방면                   | （단물 첫차 포함）   |
| 4 | ■산인 본선 | （하행） | 오다시・하마다 방면                   | （단물 첫차 포함）   |
| 4 | ■산인 본선 | （상행） | 마쓰에・요나고 방면                   | （단물 첫차의 일부） |

## 전철 이즈모시 역

### 타는 곳
| 1･2 | ■기타마쓰에 선 |  | 가와토・마쓰에신지코온센 방면 |  |

## 인접역
| 서일본 여객철도 ■ 산인 본선   | 서일본 여객철도 ■ 산인 본선 | 서일본 여객철도 ■ 산인 본선 |
| ----------------------------- | --------------------------- | --------------------------- |
| 나오에                        | 쾌속 "통근 라이너"          | 니시이즈모                  |
| 나오에                        | 쾌속 "아쿠아 라이너"        | 니시이즈모                  |
| 나오에                        | 쾌속 "돗토리 라이너"        | 니시이즈모                  |
| 나오에                        | 보통                        | 니시이즈모 구보카와 방면    |
| 이치바타 전차 ■ 기타마쓰에 선 |                             |                             |
| 시·종착역                     |                             | 이즈모 과학관 파크 타운 앞  |